# Jürg Studer
Jürg Studer (Rüttenen, 8 september 1966) is een Zwitsers voormalig voetballer die speelde als middenvelder.

## Carrière
Studer speelde tussen 1986 en 1989 voor FC Zürich waarna hij ging spelen voor FC Aarau. Daar bleef hij spelen tot in 1990, waarna hij overstapte naar Lausanne-Sport. Hierna speelde hij vier seizoenen voor FC Zürich alvorens een transfer te maken naar BSC Young Boys, zijn carrière sloot hij af bij FC Solothurn.
Studer speelde in totaal zes interlands voor Zwitserland waarin hij niet kon scoren, wel nam hij met zijn land deel aan het WK 1994 in de Verenigde Staten.